# Оркино (Саратовская область)
Оркино — село в Петровском районе Саратовской области, входит в состав Новозахаркинского муниципального образования.

## География
Село находится на расстоянии примерно 29 км (по прямой) к юго-востоку от города Петровск, административного центра района.

### Часовой пояс
Село Оркино, как и вся Саратовская область, находится в часовой зоне МСК+1. Смещение применяемого времени относительно UTC составляет +4:00.

## История
Основано в 1712 году. Заселено село было ясачной мордвой из Пензенского уезда, а также русскими крестьянами из соседнего Лоха. В 1745—1750 годах оркинская мордва была крещена. Постройка православной церкви была завершена в 1752 году, освятили храм в 1754 году (в 1844 году заменена каменной). По данным 1910 года в селе насчитывалось приписных: 1198 дворов и 7314 жителей. В поздний советский период являлось центральной усадьбой колхоза «Заветы Ленина».

## Население
| 2002 | 2010 |
| ---- | ---- |
| 824  | ↘729 |

### Национальный состав
Согласно результатам переписи 2002 года, в национальной структуре населения мордва составляла 62 % из 824 чел., русские — 34 %.